# Cyclomuricea flabellata
Cyclomuricea flabellata är en korallart som beskrevs av Nutting 1908. Cyclomuricea flabellata ingår i släktet Cyclomuricea och familjen Acanthogorgiidae. Inga underarter finns listade i Catalogue of Life.